# Nephrotoma subumbonis
Nephrotoma subumbonis är en tvåvingeart som beskrevs av Alexander 1967. Nephrotoma subumbonis ingår i släktet Nephrotoma och familjen storharkrankar. Inga underarter finns listade i Catalogue of Life.